# Кудашкин, Владимир Николаевич
Влади́мир Никола́евич Куда́шкин (20 января 1925 — 4 сентября 2008) — советский дипломат. Чрезвычайный и полномочный посол (1978). Участник Великой Отечественной войны.

## Биография
Окончил Московский государственный институт международных отношений (МГИМО) МИД СССР (1953) и Высшую дипломатическую школу МИД СССР (1964). На дипломатической работе с 1957 года.
- В 1953—1958 годах — преподаватель МГИМО МИД СССР.
- В 1957—1958 годах — сотрудник центрального аппарата МИД СССР.
- В 1958—1961 годах — сотрудник Посольства СССР в Марокко.
- В 1961—1962 годах — сотрудник центрального аппарата МИД СССР.
- В 1962—1964 годах — слушатель ВДШ МИД СССР.
- В 1964—1967 годах — советник Посольства СССР в Республике Конго.
- В 1967—1969 годах — на ответственной работе в центральном аппарате МИД СССР.
- В 1969—1974 годах — советник Посольства СССР в Сенегале.
- В 1974—1978 годах — на ответственной работе в центральном аппарате МИД СССР.
- С 22 августа 1978 по 30 июня 1988 года — чрезвычайный и полномочный посол СССР в Нигере[1].

С 1988 года — в отставке.

## Награды
- Орден Отечественной войны I степени (6 апреля 1985)[2];
- Орден Дружбы народов;
- Орден «Знак Почёта»;
- Две медали «За боевые заслуги» (8 августа 1944, 6 ноября 1947)[3];
- Медаль «За победу над Германией в Великой Отечественной войне 1941—1945 гг.» (9 мая 1945);
- Командорский крест ордена Заслуг (Нигер);
- Медаль «За Варшаву 1939—1945» (Польша).